# Aplotarsus quercus
Aplotarsus quercus là một loài bọ cánh cứng trong họ Elateridae. Loài này được Gyllenall miêu tả khoa học năm 1808.